# Antonio Vázquez Medina
Antonio Vázquez Medina (Sevilla, 16 de juliol de 1923 – Sabadell, 8 de desembre de 1968) fou un futbolista andalús de la dècada de 1940.

## Trajectòria
Jugava d'extrem esquerre, i era bon golejador. Ingressà al Centre d'Esports Sabadell l'any 1942, club on va viure la major part de la seva carrera. Jugà a la UE Sants durant la temporada 1943-44. En les seves quatre temporades amb el Sabadell a Primera (1944-45 i de 1946 a 1949) disputà 21, 24, 25 i 22 partits, en els quals va marcar 7, 14, 8 i 6 gols. És el màxim golejador del Sabadell a primera divisió. Aquest bon paper feu que el RCD Espanyol decidís incorporar-lo al seu equip la temporada 1949-50, però només jugà 9 partits de lliga i un de copa, amb 3 gols marcats. Acabada aquesta temporada retornà a les files del CE Sabadell. També jugà a l'Hèrcules CF i al CE Mercantil de Sabadell.